# Martha Christina Tiahahu
Martha Christina Tiahahu (4 de enero de 1800 - 2 de enero de 1818) fue una Molucana luchadora por la libertad y Heroína Nacional de Indonesia.
Hija de un capitán militar, Tiahahu participó activamente en asuntos militares desde muy joven. Se unió a la guerra dirigida por Pattimura contra las Gobierno colonial neerlandés cuando tenía 17 años, y luchó en varias batallas. Tras ser capturada en octubre de 1817, fue liberada debido a su edad. Siguió luchando y fue capturada de nuevo. Enviada a Java para trabajar como esclava, enfermó durante el viaje y, al negarse a comer o tomar medicinas, murió en un barco en el mar de Banda.

## Biografía

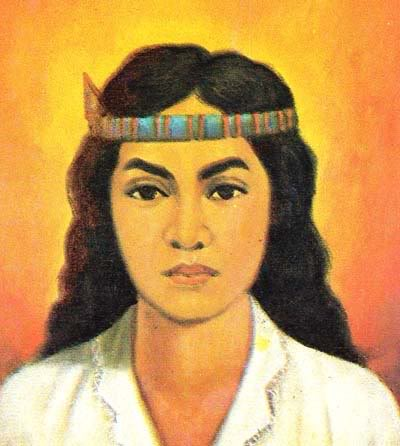
Martha Christina Tiahahu.

Tiahahu nació en el pueblo de Santiago de Abúbu, en la isla de Nusalaut, en Islas Molucas, el 4 de enero de 1800. Su padre era el capitán Paulus Tiahahu, del clan Soa Uluputi. Tras la muerte de su madre, Tiahahu fue criada por su padre. De niña, era testaruda y seguía a su padre a todas partes, y a veces se unía a él para planear atentados.
A partir de 1817. Tiahahu se unió a su padre en una guerra de guerrillas contra el Gobierno colonial neerlandés. También apoyaron al ejército de Pattimura. Fue testigo de varias batallas. En una batalla en Isla Saparua, las tropas mataron al comandante neerlandés Richement e hirieron a su sustituto, el comandante Meyer. En otra batalla, ella y sus tropas lograron quemar la fortaleza de Duurstede. Durante las batallas, se decía que arrojaba piedras a las tropas neerlandesas si sus soldados se quedaban sin munición, mientras que otros relatos cuentan que blandía una lanza. Después de que Vermeulen Kringer se hiciera cargo del ejército neerlandés en Maluku, Tiahahu, su padre y Pattimura fueron capturados en octubre de 1817.
Llevada en el HNLMS Evertsen a Nusalaut, Tiahahu fue la única soldado capturada que no fue castigada; esto se debió a su corta edad. Después de un período de tiempo en la celebración en Fuerte Beverwijk, donde su padre fue ejecutado, a finales de 1817 Tiahahu fue liberada. Continuó luchando contra los neerlandeses.
En una redada realizada en diciembre de 1817, Tiahahu y otros antiguos rebeldes fueron capturados. Los guerrilleros capturados fueron colocados en el Evertsen para ser transportados a Java; se suponía que iban a ser utilizados como mano de obra esclava en las plantaciones de café de allí. Sin embargo, en el camino, Tiahahu cayó enferma. Rechazó la medicación y la comida, y murió el 2 de enero de 1818, mientras el barco cruzaba el mar de Banda; recibió entierro en el mar ese mismo día.

## Legado

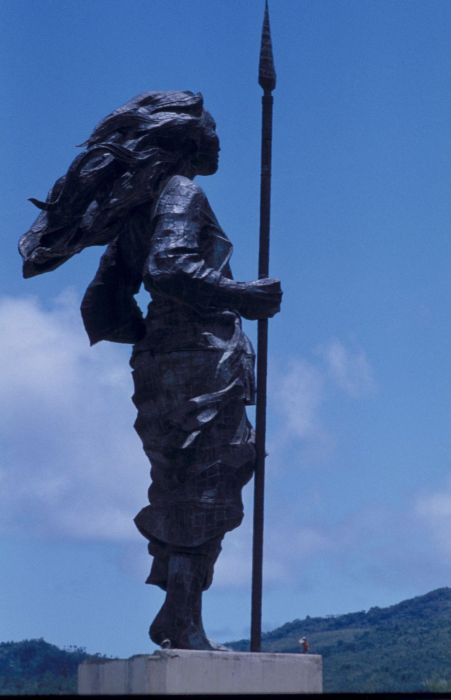

Poco después de la Independencia de Indonesia, Tiahahu fue declarada Heroína Nacional de Indonesia. El 2 de enero fue designado Día de Martha Christina Tiahahu. Ese día, los habitantes de Molucas esparcen pétalos de flores sobre el mar de Banda en una ceremonia oficial en honor a su lucha. Sin embargo, la ceremonia es de menor envergadura que la celebrada en honor de Pattimura, el 15 de mayo.
Se han dedicado varios monumentos a Tiahahu. En Ambon, capital de la provincia de Molucas, se erigió en 1977 una estatua suya de 8 m altura sosteniendo una lanza; se encuentra en Karangpanjang con vistas al mar de Banda. En Abubu, en el 190 aniversario de su muerte, se erigió y dedicó una estatua en la que aparece dirigiendo a los soldados con una lanza en la mano. También hay varios objetos que llevan su nombre, como una calle de Karangpanjang (Ambón) y un buque de guerra, el KRI Martha Christina Tiahahu.
Otras organizaciones también han tomado el nombre de Tiahahu como símbolo de valentía y «espíritu de lucha», entre ellas una organización social para molucos en Yakarta y una revista femenina en Ambon.